# مارثا ستيفنز
مارثا ستيفنز (بالإنجليزية: Martha Stephens) هي كاتبة سيناريو ومخرجة وممثلة أمريكية، ولدت في 12 مارس 1984 في هنغتينغتون في الولايات المتحدة.

## وصلات خارجية
- مارثا ستيفنز على موقع IMDb (الإنجليزية)
- مارثا ستيفنز على موقع ألو سيني (الفرنسية)
- مارثا ستيفنز على موقع أول موفي (الإنجليزية)
- مارثا ستيفنز على موقع قاعدة بيانات الفيلم (الإنجليزية)
- مارثا ستيفنز على موقع كينوبويسك (الروسية)